# 독일, 창백한 어머니
독일, 창백한 어머니(Germany Pale Mother, Deutschland Bleiche Mutter)는에서 제작된 헬마 잔더스 브람스 감독의 1980년 드라마 영화이다. 에바 마테스 등이 주연으로 출연하였고 Walter Hollerer 등이 제작에 참여하였다.

## 출연

### 주연
- 에바 마테스
- 에른스트 야코비
- 엘리자베트 슈테파넥
- 앙겔리카 토머스
- 라이너 프리드리히센
- 기셀라 스타인
- 프린츠 리흐텐하흔
- 안나 잔더스

### 조연
- 요한나 칼-로리

## 제작진
- 프로듀서: Renee Gundelach
- 미술: Gotz Heymann
- 의상: Janken Janssen